# اليوم الدولي لإحياء ذكرى ضحايا الرق وتجارة الرقيق عبر المحيط الأطلسي
اليوم الدولي لإحياء ذكرى ضحايا العبودية وتجارة الرقيق عبر المحيط الأطلسي (باللإنجليزية:International Day of Remembrance of the Victims of Slavery and the Transatlantic Slave Trade) هو احتفال دولي أقرته الأمم المتحدة في عام 2007 ليكون يوم 25 مارس من كل عام.
يحتفل هذا اليوم بذكرى أولئك الذين عانوا وماتوا نتيجة لتجارة الرقيق عبر المحيط الأطلسي، والتي وصفت بأنها "أسوأ انتهاك لحقوق الإنسان في التاريخ"، حيث كان أكثر من 15 مليون رجل وامرأة وطفل ضحاياها على مدى أكثر من 400 عام.

## انظر ايضا
- تاريخ العبودية
- اليوم الدولي لإحياء ذكرى تجارة الرقيق وإلغائها

## روابط خارجية
- الموقع الرسمي